# Perpetua en Felicitas
Perpetua en Felicitas (van Carthago) zijn twee martelaressen die omwille van hun geloof ter dood gebracht werden op 7 maart 203, in de arena van Carthago. De betekenis van hun samengevoegde namen is: 'eeuwig (perpetua) geluk (felicitas)'.

## Marteldood
Vibia Perpetua was een jonge vrouw van aristocratische afkomst. Haar vader was een heiden, maar haar moeder en twee broers hadden zich bekeerd tot het christendom. Perpetua zelf en een andere broer waren catechumenen, wat wil zeggen dat ze bezig waren zich voor te bereiden op het doopsel.
Perpetua was getrouwd met een man van goede afkomst en samen hadden ze een kind, dat nog een zuigeling was toen Perpetua op 22-jarige leeftijd slachtoffer werd van de christenvervolgingen ingesteld door keizer Septimius Severus.
Samen met Perpetua werden ook vier anderen gearresteerd: Perpetua’s dienstmeid Felicitas, die hoogzwanger was; een andere slaaf genaamd Revocatus en twee vrije mannen Saturninus en Secundulus. Hun vriend en leraar Saturus voegde zich vrijwillig bij hen in de gevangenis.
Op 7 maart werden de vijf christenen naar de arena gebracht en voor de wilde dieren geworpen. De mannen moesten vechten tegen een everzwijn, een beer en een luipaard; de vrouwen tegen een wilde koe. Maar de dieren slagen er niet in hen te doden: uiteindelijk werden Perpetua en haar vrienden met het zwaard om het leven gebracht. Van Perpetua wordt gezegd dat zij de hand van de gladiator zelf op haar keel richtte. De auteur van de Passio zegt daarover: 'Fortasse tanta femina aliter non potuisset occidi, quae ab inmundo spiritu timebatur, nisi ipsa voluisset.' ("Wellicht kon zo'n vrouw, gevreesd door de onreine geest, niet anders gedood worden, tenzij zij het zelf wilde."). 
Perpetua en Felicitas werden begraven in Carthago en op de plaats van het graf werd een basiliek opgericht.
De feestdag van de heilige Perpetua en Felicitas is nog steeds 7 maart, de dag van hun dood. De martelaressen worden afgebeeld met een kind op schoot en naast hen staat vaak een koe.

## DePassio Sanctarum Perpetuae et Felicitatis
Perpetua schreef een verslag van de periode die zij en de andere christenen doorbrachten in de gevangenis van Carthago. Ze beschrijft hoe haar vader haar smeekt het geloof af te zweren om zo haar leven te redden: maar Perpetua en de anderen laten zich niet ompraten. Ze slagen er zelfs in om tijdens hun gevangenschap hun bewaker te bekeren. In de gevangenis schenkt de slavin Felicitas het leven aan een meisje, dat geadopteerd wordt door een vrouw die ook tot de christengemeenschap hoort. In het verslag beschrijft Perpetua ook vier dromen, of visioenen, die ze tijdens haar gevangenschap krijgt en een visioen van Saturus. In de tweede droom ziet Perpetua zichzelf een ladder beklimmen, tot ze bij een vredig groen landschap komt waar schapen weiden: dat is voor haar de voorafspiegeling van haar marteldood.
Het verslag van Perpetua, getiteld Passio sanctarum Perpetuae et Felicitatis, is bewaard gebleven. Men heeft lange tijd gedacht dat Tertullianus de auteur was, maar nu weet men dat het gaat om een autobiografisch verslag geschreven door de martelares Perpetua zelf (de details van de executie werden later door anderen toegevoegd). Het is heel ongebruikelijk in de vroegchristelijke wereld dat een vrouw zelf haar ideeën op papier zette: dat maakt het verhaal van Perpetua zo bijzonder. Het is een van de oudste christelijke teksten geschreven door een vrouw.
Het manuscript van de passie van Perpetua en Felicitas werd ontdekt in de zestiende eeuw door de Duitse filoloog Lucas Holstenius.